# 3709 Polypoites
A 3709 Polypoites (ideiglenes jelöléssel 1985 TL3) egy kisbolygó a Naprendszerben. Carolyn Shoemaker fedezte fel 1985. október 14-én.